# Piłka wodna na Letniej Uniwersjadzie 2011
Piłka wodna na Letniej Uniwersjadzie 2011 została rozegrana w dniach 11–23 sierpnia 2011. Do rozdania były dwa komplety medali, po jednym w turnieju dla mężczyzn i kobiet. W turnieju męskim wystartowało 14 reprezentacji, natomiast w turnieju pań 9 reprezentacji. Obrońcą tytułu mistrzowskiego sprzed 2 lat była reprezentacja Australii wśród mężczyzn i reprezentacja Chin wśród kobiet.

## Tabela medalowa
| Klasyfikacja medalowa |                    |       |        |      |       |
| Pozycja               | Państwo            | Złoto | Srebro | Brąz | Razem |
| 1                     | Chiny              | 1     | 0      | 0    | 1     |
| 1                     | Serbia             | 1     | 0      | 0    | 1     |
| 3                     | Rosja              | 0     | 1      | 1    | 2     |
| 4                     | Stany Zjednoczone  | 0     | 1      | 0    | 1     |
| 5                     | Macedonia Północna | 0     | 0      | 1    | 1     |
| Razem                 | Razem              | 2     | 2      | 2    | 6     |

## Medaliści
| Konkurencja:                | Złoto: | Srebro:           | Brąz:              |
| Mężczyźni                   |        |                   |                    |
| Turniej drużynowy szczegóły | Serbia | Rosja             | Macedonia Północna |
| Kobiety                     |        |                   |                    |
| Turniej drużynowy szczegóły | Chiny  | Stany Zjednoczone | Rosja              |

## Turniej mężczyzn
| Grupa A - Chiny - Hiszpania - Macedonia Północna - Turcja | Grupa B - Australia - Brazylia - Rosja | Grupa C - Francja - Serbia - Singapur - Stany Zjednoczone | Grupa D - Japonia - Węgry - Włochy |

## Turniej kobiet
| Grupa A - Chiny - Kanada - Wielka Brytania - Włochy | Grupa B - Australia - Francja - Meksyk - Rosja - Stany Zjednoczone |